# 鐸木昌之
鐸木昌之（1951年—）是一名知名的日本政治學者，專門研究中國和朝鮮政治。出生於神奈川縣，1976年畢業於慶應義塾大学法学部政治学科卒業，其後先後取得碩士和博士學位去，期間曾到延世大學留學。其後擔任日本駐華大使館専門調査員、聖学院大学政治經濟學部専任講師、助理教授以及尚美学園大学綜合政策学部教授。